# 膣形成術
膣形成術または造膣術（英: Vaginoplasty）は、膣を構築または再建するあらゆる外科的処置である。これは生殖器形成術の一種である。骨盤臓器脱はしばしば、膣を修復する1回以上の手術で治療される。悪性腫瘍や膿瘍の治療または除去後に、正常な膣の構造と機能を回復するために膣形成術が必要になる場合もある。膣の手術はまた、膣、尿道、直腸の先天性欠損（総排泄腔遺残）を修正するためにも行われる。膀胱の膣への突出（膀胱瘤）や直腸の膣への突出（直腸瘤）を矯正する場合もある。多くの場合、膣形成術は外傷や損傷による膣とその付属構造を修復するために行われる。
先天性副腎過形成症などの先天性疾患は膣の構造と機能に影響を及ぼし、時には膣が欠損することもある。これらの疾患は、膣形成術によって再建または形成できる。その他の手術の候補としては、ミュラー管無発生症による膣低形成の女児、トランスジェンダー女性、悪性腫瘍や外傷の後に膣切除術を受けた女性などが挙げられる。矮小陰茎の男児の女児化が行われたこともある。

## 適用
膣形成術とは、以下の外科的介入を指す：
- 先天的に癒合した尿道と膣の分離[5]
- 短小尿道の修復[5]
- 膣の構築[3][6]
- 膣の再建[3][6]
- 膣断端脱（英語版）手術[7]
- 膣の懸垂と固定[3][6]
- 直腸子宮嚢の手術[3][6]
- 膀胱瘤[3][6]および直腸瘤（英語版）[3]の修復
- 恥骨後式傍膣修復術（英語版）[8]
- 移植片（英語版）または補綴材を用いた膀胱瘤・直腸瘤の修復[3][6]
- 外科用メッシュ（英語版）を用いた直腸瘤の修復[3]
- 移植片または補綴材を用いた膣の構築・再建術[3][9]
- 移植片または補綴材を用いた膣の懸垂と安定化
- MRKH症候群（膣無形成症）の治療[9]
- 処女膜縫合術（英語版）

場合によっては、膣を再建または構築するために余分な組織が必要となる。 膣形成術で使用されるこれらの移植片には、同種移植、異種移植片、または自家移植片を用いることができる。女性では膣前庭から採取した自己の体外培養組織を移植組織として使用し、再建膣の内膜を形成できる。

### 小児の膣形成術
先天性副腎過形成症などの疾患は、21-ヒドロキシラーゼの欠損により、遺伝的な女性を男性化させる。この疾患への処置は具体的には、具体的な処置には、陰核縮小術、陰唇形成術、外見の正常化、膣形成、膣の拡張などがある。膣閉鎖症（先天性膣欠損）も、正常で機能的な膣を形成するための手術の理由になり得る。膣形成術は膀胱外反症女児の治療に必要な一連の手術の一部としても行われる。修復後、女性は出産できるようになるが、臓器脱出のリスクがある。
同意できる年齢に達していない子供に対する膣形成術などの性器手術については、術後の性機能に対する懸念やシス規範の前提など、人権上の懸念がある。 膣形成術の必要性、時期、方法、評価については、臨床医の間でコンセンサスが得られていない。膣形成術は、インターセックスの状態や性分化疾患のある子供や青年に行われることがある。

## 術式
先天性膣欠損の治療には、過去に非外科的造膣術が用いられた。この手術ではサドルのような器具を装着し、内径を大きくする拡張器を使用した。この手術には数ヶ月かかり、痛みを伴うこともあった。また全ての症例で効果があるわけではなかった。 膣内のまれな増殖、嚢胞、隔壁でも膣形成術を必要とする場合がある。

### 癌切除術後の膣再建術
放射線による癌治療により、膣組織が破壊されたり変化したりすることがある。膣やその他の生殖器構造を再建するために膣形成術がしばしば実施される。場合によっては正常な性機能が回復することもある。

### マッキンドー（McIndoe）手術
骨盤前部の膀胱-尿道間と直腸の間に外科的に管を構築する。移植片は患者の大腿部、臀部、または鼠径部から採取する。皮膚移植は身体の別の部位から採取する。新しい膣の内壁を作成するために、皮膚片、羊膜、頬粘膜が用いられる。

### 性別適合手術
性別適合手術では、新たな膣を形成するために幾つかの術式が用いられる。

#### 陰茎皮膚翻転法
陰茎皮膚を反転し膣内壁に使用する方法は、性別適合手術で造膣する際に最もよく選択される方法である。陰茎皮膚翻転法では、膣の内壁に下腿皮弁または腹部皮膚を使用する。皮膚は適切な大きさの皮弁を形成するように切断される。
陰茎皮膚翻転法は1950年代にモロッコで考案され、1973年にスタンフォード大学での会議で公開された。その後この技術は徐々に世界中で主流となっていった。

#### 陰茎陰嚢皮膚移植術
皮膚皮弁は、陰嚢皮弁または尿道皮弁を用いることもある。陰茎陰嚢皮弁以外にも性器以外の部位から採取した全層皮膚移植（full-thickness graft; FTG）または分層皮膚移植も使用されている。

#### 腸管膣形成術
腸管膣形成術もまた一般的な膣形成術である。陰茎皮膚翻転法と同様に精巣と陰嚢を摘除し、陰茎亀頭を陰核亀頭にし、陰嚢、陰茎、尿道組織から新生膣を形成する。腸管膣形成術ではS状結腸または空腸の一部を移植して膣を形成する。シスジェンダー女性の膣形成術にも使用される。
腸管膣形成術後の膣の深さは手術前の陰茎の長さに左右されない。 このため既に陰茎切除術や睾丸摘出術を受けている患者や、手術前に希望した膣の深さよりも陰茎が短小である患者に適している。陰茎皮膚翻転法とは異なり、腸管膣形成術によって形成された膣は自己潤滑性があり、完治後は更なる拡張を必要としない。

#### 腹膜膣形成術
トランスジェンダーへの腹膜膣形成術（別名：腹膜プルダウンまたはプルスルー（PPT））は、1970年代と80年代に記録された、膣管無形成症/閉鎖症により膣管を持たずに生まれたシスジェンダー女性のための新膣形成術に基づいており、「ダビドフ (Davydov)」手術または「ロスマン (Rothman)」法と呼ばれていた。2022年のレビューでは、「過去5年間で、腹膜皮弁膣形成術は有望な技術として浮上した」とされている。この形態の膣形成術は、腹膜の組織を利用して新膣の管腔内膜を形成する。
思春期を抑制されたトランス女性の場合、陰茎と陰嚢の皮膚が不充分なため従来の陰茎皮膚翻転法が受けられないことがある。そのような場合、腹膜膣形成術により組織不足の問題が解決する。腹膜膣形成術は、以前に膣形成術を受けた患者の膣の深さを増すか回復させるための外科的修正として使用し得る。この方法は、ある程度の膣潤滑液を分泌することが報告されている。しかし、この潤滑は性的興奮には反応せず、出生時の膣分泌液と同じではないものの通常の膣分泌液として機能する。

### バルーン膣形成術
この手順では、フォーリーカテーテルを腹腔鏡下に直腸子宮窩に挿入し、徐々に牽引と拡張を加えて新膣を形成する。

### プルスルー法/ヴェキエッティ（Vecchietti）法
ミュラー管無形成症の治療におけるヴェキエッティ法は、通常の膣（深さ約8cm）と同等の寸法（深さと幅）の膣を形成する腹腔鏡手術手技である。 オリーブと呼ばれる小さなプラスチックの球を膣領域に通し縫合して糸を膣の皮膚から腹部を通って臍に通す。そこで糸を牽引装置に取り付け、膣が1日約1cm伸びるようにオリーブを内側に毎日きつく引っ張り、7日間で深さ約7cm、幅約7cmの膣を形成する。ヴェキエッティ膣形成術の平均手術室（OR）時間は約45分であるが、患者とその適応症によっては手術にさらに時間がかかることがある。腹腔鏡によるヴェキエッティ法の結果は、開腹手術による手術と同等であることが判明している。膣低形成の場合ヴェキエッティ法などの牽引式膣形成術は、利用可能な治療法の中で解剖学的（99％）と機能的（96％）の両方で最も高い成功率を持っているようである。
開発された他の外科手術法には、回腸新膣形成術（モンティ法）、クレアツァス膣形成術、ウォートン・シアーズ・ジョージ新膣形成術などがある。最も広く使用されているのはヴェキエッティ腹腔鏡手術である。性交渉の結果、新しく作られた膣が拡張することもある。

### 膣拡張器

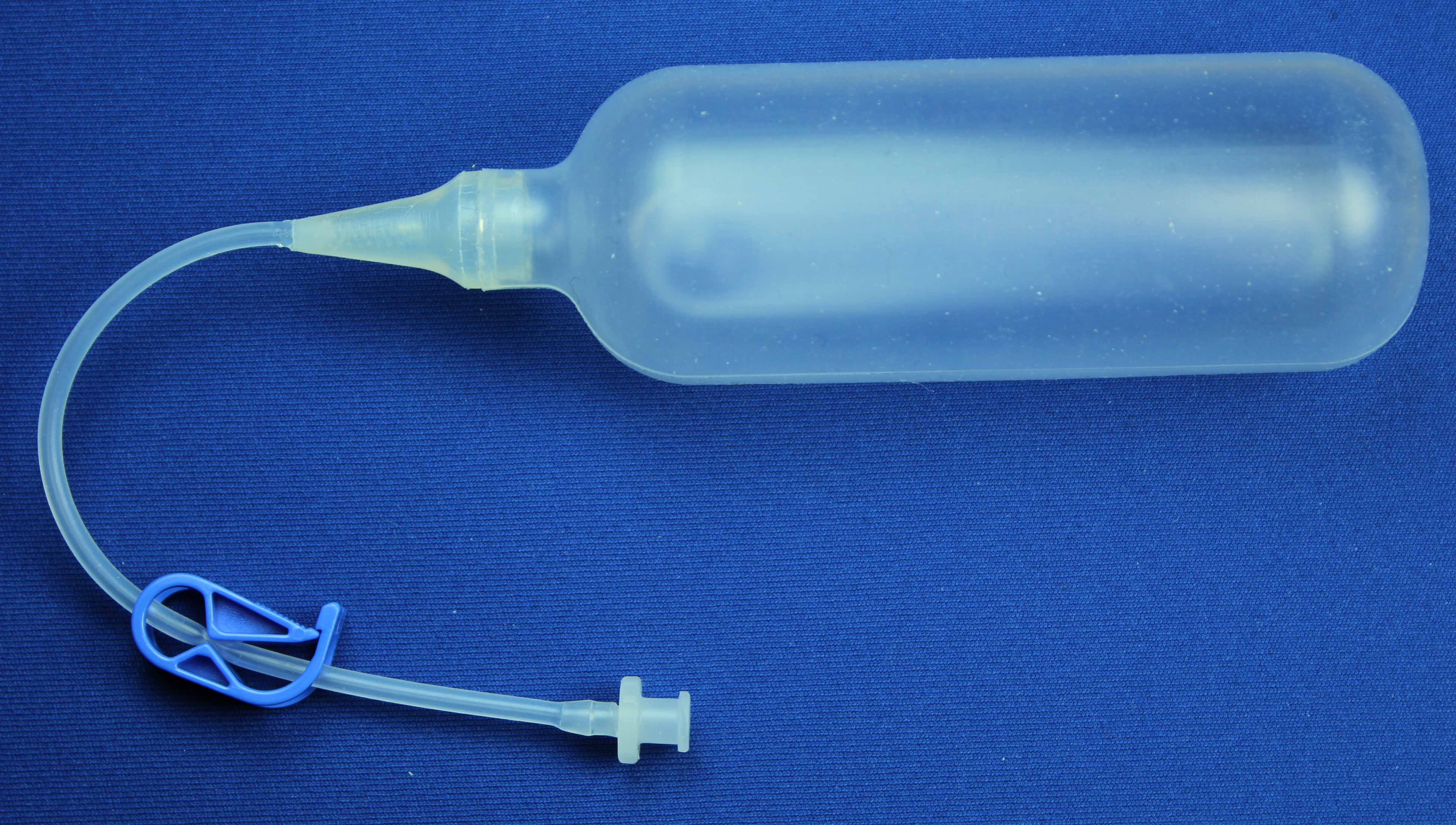
膣拡張器の例

膣形成術の手技の多くは、膣の直径と長さを確保するために膨張式の膣拡張器または膣ステントを使用する。手技の終わりには膣を骨盤壁に対して維持するために、器具は定位置に留まり、顕微鏡的新生血管形成のプロセスを促進して血腫のリスクを軽減する。術後に膣の後退を防ぐために、エキスパンダーを定期的に使用することがある。固形膣拡張器を手術直後に通路の癒着を防ぐために使用し、その後も新膣の生着性を維持するために定期的に使用する。使用頻度は時間の経過とともに減少するが、生涯に亘って使用することが義務付けられていることに変わりはない。 

## 歴史
膣形成術の試みの歴史は2世紀まで遡る。現代式の膣形成術は1931年に初めて実施された。

### 原語
1. ↑  Other candidates for the surgery include babies born with a microphallus.
2. ↑  viability